# Sebastián Gamarra
Sebastián Gamarra Ruiz (Tarija, 15 gennaio 1997) è un ex calciatore boliviano, di ruolo centrocampista.

## Caratteristiche tecniche
Gioca prevalentemente come mediano davanti alla difesa, possiede una buona tecnica individuale.

## Carriera

### Club
Viene convocato per la prima volta in prima squadra in campionato il 3 maggio 2015 contro il Napoli rimanendo in panchina.
Il 7 luglio 2016 passa a titolo definitivo alla Feralpisalò. Debutta con i leoni del Garda il 1º ottobre seguente, nella partita vinta 5-0 contro Forlì entrando al 79' al posto di Andrea Settembrini.
Il 3 gennaio 2019 passa a titolo definitivo al Pisa, disputando tre spezzoni di partita nel girone di ritorno. A fine stagione la squadra ottiene la promozione in Serie B.
Rimasto svincolato, il 29 luglio successivo firma con i boliviani dell'Oriente Petrolero.

### Nazionale
Nel 2015 viene convocato dalla Bolivia per giocare la Copa America 2015.
Il 7 giugno 2015 esordisce in nazionale contro l'Argentina.

## Statistiche

### Presenze e reti nei club
Statistiche aggiornate al 6 luglio 2022.
| Stagione                 | Squadra                  | Campionato               | Campionato | Campionato | Coppe nazionali | Coppe nazionali | Coppe nazionali | Coppe continentali | Coppe continentali | Coppe continentali | Altre coppe | Altre coppe | Altre coppe | Totale | Totale |
| Stagione                 | Squadra                  | Comp                     | Pres       | Reti       | Comp            | Pres            | Reti            | Comp               | Pres               | Reti               | Comp        | Pres        | Reti        | Pres   | Reti   |
| ------------------------ | ------------------------ | ------------------------ | ---------- | ---------- | --------------- | --------------- | --------------- | ------------------ | ------------------ | ------------------ | ----------- | ----------- | ----------- | ------ | ------ |
| 2016-2017                | FeralpiSalò              | LP                       | 8          | 0          | CI+CI-LP        | 0+1             | 0               | -                  | -                  | -                  | -           | -           | -           | 9      | 0      |
| 2017-2018                | FeralpiSalò              | C                        | 1          | 0          | CI+CI-C         | 0+2             | 0               | -                  | -                  | -                  | -           | -           | -           | 3      | 0      |
| Totale FeralpiSalò       | Totale FeralpiSalò       | Totale FeralpiSalò       | 9          | 0          |                 | 0+3             | 0               |                    | -                  | -                  |             | -           | -           | 12     | 0      |
| gen.-giu. 2019           | Pisa                     | C                        | 3          | 0          | CI+CI-C         | - +1            | 0               | -                  | -                  | -                  | -           | -           | -           | 4      | 0      |
| lug.-dic. 2019           | Oriente Petrolero        | PD                       | 11         | 0          | -               | -               | -               | CS                 | -                  | -                  | -           | -           | -           | 11     | 0      |
| 2020                     | Oriente Petrolero        | PD                       | 12         | 1          | -               | -               | -               | CS                 | 0                  | 0                  | -           | -           | -           | 12     | 1      |
| gen.-apr.2021            | Oriente Petrolero        | PD                       | 0          | 0          | -               | -               | -               | CS                 | 0                  | 0                  | -           | -           | -           | 0      | 0      |
| Totale Oriente Petrolero | Totale Oriente Petrolero | Totale Oriente Petrolero | 23         | 1          |                 | 4               | 0               |                    | -                  | -                  |             | -           | -           | 27     | 1      |
| apr.-dic. 2021           | Ciclón                   | ATF                      | ?          | ?          | -               | -               | -               | -                  | -                  | -                  | -           | -           | -           | ?      | ?      |
| Totale carriera          | Totale carriera          | Totale carriera          | 35         | 1          |                 | 4               | 0               |                    | -                  | -                  |             | -           | -           | 39     | 1      |

#### Cronologia presenze e reti in nazionale
| Cronologia completa delle presenze e delle reti in nazionale ― Bolivia | Cronologia completa delle presenze e delle reti in nazionale ― Bolivia | Cronologia completa delle presenze e delle reti in nazionale ― Bolivia | Cronologia completa delle presenze e delle reti in nazionale ― Bolivia | Cronologia completa delle presenze e delle reti in nazionale ― Bolivia | Cronologia completa delle presenze e delle reti in nazionale ― Bolivia | Cronologia completa delle presenze e delle reti in nazionale ― Bolivia | Cronologia completa delle presenze e delle reti in nazionale ― Bolivia |
| Data                                                                   | Città                                                                  | In casa                                                                | Risultato                                                              | Ospiti                                                                 | Competizione                                                           | Reti                                                                   | Note                                                                   |
| ---------------------------------------------------------------------- | ---------------------------------------------------------------------- | ---------------------------------------------------------------------- | ---------------------------------------------------------------------- | ---------------------------------------------------------------------- | ---------------------------------------------------------------------- | ---------------------------------------------------------------------- | ---------------------------------------------------------------------- |
| 7-6-2015                                                               | San Juan                                                               | Argentina                                                              | 5 – 0                                                                  | Bolivia                                                                | Amichevole                                                             | -                                                                      | 28’, 46’                                                               |
| Totale                                                                 |                                                                        | Presenze                                                               | 1                                                                      |                                                                        | Reti                                                                   | 0                                                                      |                                                                        |